# Данило Берегуляк
Данило Берегуляк (англ. Daniel Berehulak; 1975, Сідней) — австралійський фотограф та кореспондент українського походження. Працює на газету Getty Images. Він є постійним автором The New York Times, Time Magazine і Der Spiegel. Також його світлини періодично можна побачити у The Washington Post, The Los Angeles Times, The Wall Street Journal, The Guardian, The Sunday Times of London, Neon Magazine, Stern, The Financial Times Magazine. Володар численних нагород, зокрема, двічі лауреат Пулітцерівської премії.

## Біографія
Берегуляк народився у 1975 році у Сіднеї у сім'ї українських емігрантів. Його родина і сам Данило, який був членом Пласту, завжди брали активну участь у житті української спільноти Австралії.
Вивчав історію в Університеті Нового Південного Уельсу. Професійно фотографією почав займатися у 2000 році, працюючи на Австралійську спортивну агенцію. У 2002 році працює спортивним фотографом у Getty Images у Сіднеї. Згодом переїжджає до Лондона, а зараз живе у Нью-Делі та Барселоні. З 2005 року працює штатним фотографом. Був у відрядженнях в Іраку та Чорнобилі. У Пакистані брав інтерв'ю у Беназір Бхутто незадовго до її смерті. Знімав вибори в Індії.
Висвітлював різні соціальні проблеми. Знімав військові дії в Афганістані та Іраку, як долаються наслідки повеней у Пакистані 2010 року та цунамі у Японії у 2011 році. В Африці зняв про наслідки епідемії еболи.

## Нагороди
Його фотографії п'ять разів завойовували нагороди World Press Photo. Двічі названий фотографом року на конкурсі Pictures of the Year International (2014 і 2015). У 2016 році він був названий фотокореспондентом року (для багатотиражних видань) в конкурсі Національної Асоціації фотокореспондентів. У 2010 році номінований на Пулітцерівську премію за висвітлення повеней у Пакистані. У 2015 році отримує Пулітцерівську премію за висвітлення гуманітарної кризи в Африці під час сплеску епідемії еболи, внаслідок якої загинуло понад 10 тисяч осіб. У 2017 році вдруге нагороджений Пулітцерівською премією за висвітлення війни з наркотиками на Філіппінах. Впродовж 35 днів він зняв 57 вбивств наркозалежних людей та наркодилерів, вчинених філіппінцями у формі самосуду, фактично ініційованого чинним президентом країни Родріго Дутерте.

### Перелік нагород
- 2007: 3-я премія World Press Photo у номінації «Люди в новинах»[3].
- 2009: заохочувальна премія ЮНІСЕФ «Фотографія року 2009»[4].
- 2010: конкурс «China International Press Photo Contest» Китайського товариства фотожурналісти; Золота медаль за фото "Діти в таборі для біженців в Пакистані".[5]
- 2010: 1-а премія World Press Photo у номінації «Люди в новинах»/[6]
- 2010: премія Джона Фабера від організації Overseas Press Club.[7]
- 2011: номінант Пулітцерівської премії у номінації «За фотографію новин» за сюжет знятий разом з Паулою Бронштейн про людей, щоб пережили повені в Пакистані.[8]
- 2015: лауреат Пулітцерівської премії у номінації «За художню фотографію» за висвітлення епідемії хвороби, яку спричинює вірус Еболав Західній Африці.[9]
- 2017: лауреат Пулітцерівської премії у номінації «За фотографію новин» за висвітлення філіппінської війни з наркотиками.[10][11]
- 2017: 1-а премія World Press Photo у номінації «Загальні новини» за висвітлення філіппінської війни з наркотиками.[12]